# Josef Venantius von Wöss

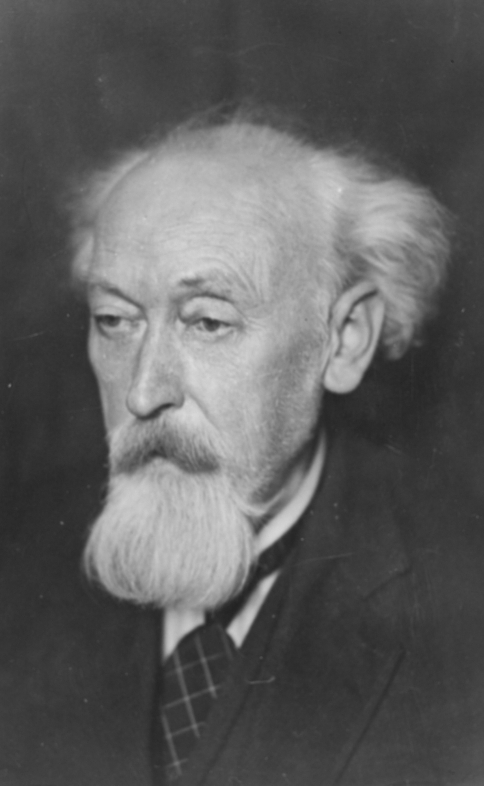
Josef Venantius von Wöss (Aufnahme von Max Fenichel um 1930)

Josef Venantius von Wöss (* 13. Juni 1863 in Cattaro/Kotor, Kronland Dalmatien, heute Montenegro; † 22. Oktober 1943 in Wien) war ein österreichischer Kirchenmusiker, Komponist und Verlagsredakteur.

## Leben

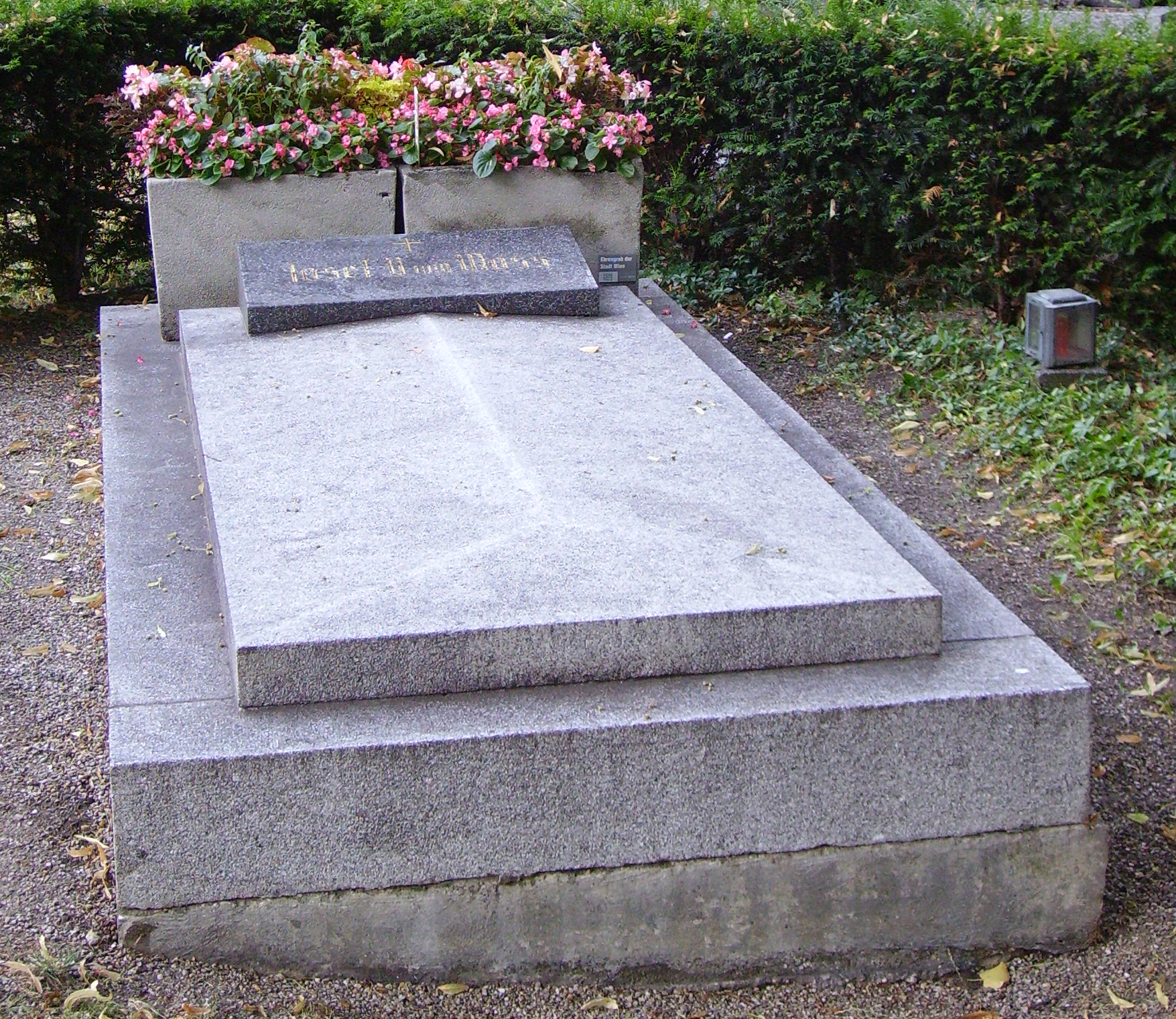
Grab am Hernalser Friedhof

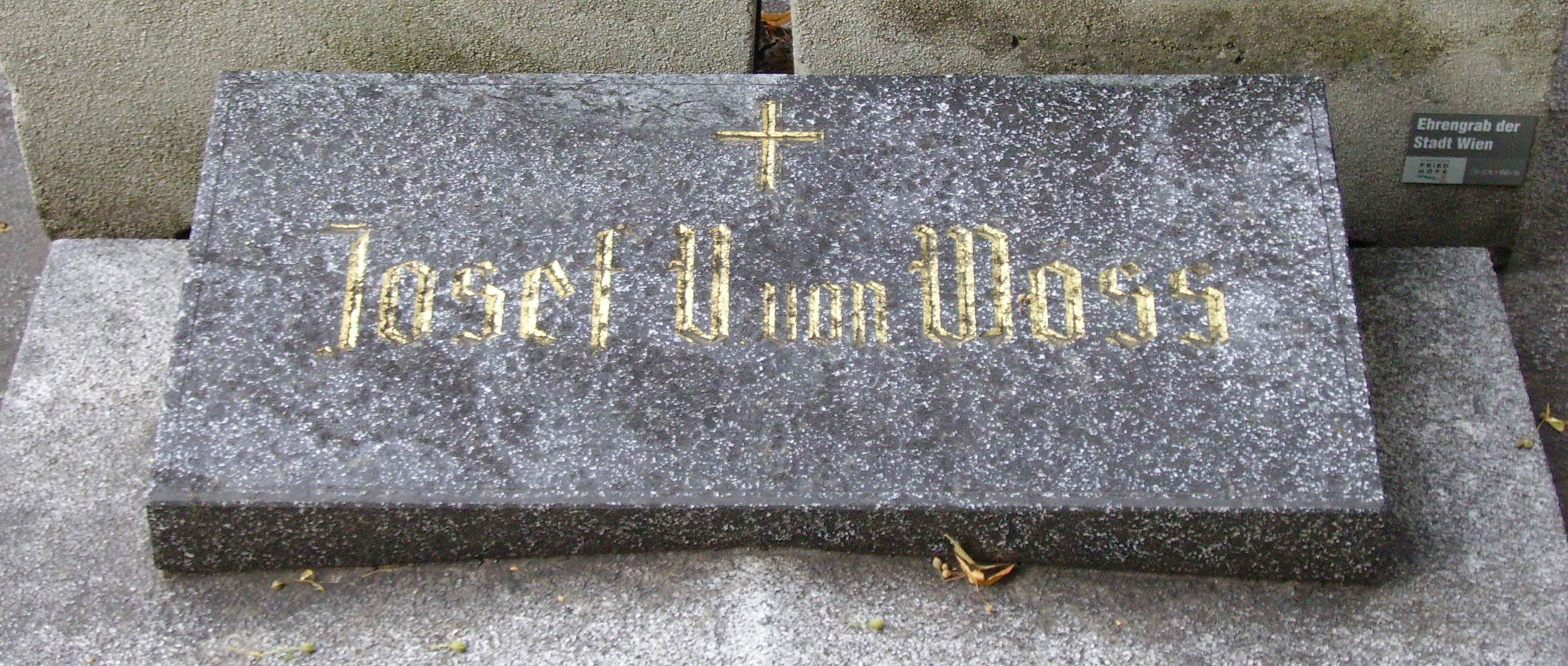
Detailansicht des Grabes

Josef Venantius von Wöss war der Sohn eines österreichischen Hauptmanns und kam 1866 nach Wien. Ersten Klavierunterricht erhielt er von seiner Mutter und seinem Onkel Richard Löffler. In den Jahren 1880 – 82 studierte er am Konservatorium der Gesellschaft der Musikfreunde bei Franz Krenn und war danach als Kapellmeister und Chorleiter tätig. Von 1886 bis 1889 arbeitete er als Musiklehrer an der Militär-Oberrealschule in Mährisch Weißkirchen. Anschließend war er wieder in Wien bis 1907 als Korrektor der Notenstecherei Waldheim-Eberle tätig. 1892/93 unterrichtete Wöss Harmonielehre an der Kirchenmusik-Vereinsschule der Votivkirche. Als Mitarbeiter der Universal Edition in Wien von 1908 bis 1931 fertigte er unzählige Klavierauszüge an, u. a. von Gustav Mahlers 3., 4., 8. und 9. Sinfonie, Das klagende Lied und Das Lied von der Erde, zu dem er auch eine thematische Analyse schrieb.
Daneben wirkte er als Organist und Chorleiter an der Kalvarienbergkirche und der Redemptoristenkirche in Hernals sowie als Musiklehrer und in der Saison 1899/1900 als Dirigent der Wiener Singakademie. Von 1913 bis 1934 war er Redakteur der Kirchenmusik-Zeitschrift Musica divina. Er war auch Mitglied der Gesellschaft zur Herausgabe der Denkmäler der Tonkunst in Österreich. 1926 wurde ihm der Titel Professor verliehen.
Wöss starb 1943 in seinem Wohnhaus in der Hernalser Geblergasse 52, wo auch eine Gedenktafel angebracht wurde. Sein ehrenhalber gewidmetes Grab befindet sich auf dem Hernalser Friedhof (Gruppe 58, Reihe 14, Nummer 1) in Wien.

## Werk
Als Komponist war Wöss Vertreter des Cäcilianismus. Er schuf 16 Messen, zwei Requiems und geistliche Lieder. Seine Kirchenmusik wurde von Anton Bruckner beeinflusst. Bekannteste Messen sind die Dreifaltigkeitsmesse für gemischten Chor, Bläser und Pauken sowie die Messe zu Ehren der Hl. Cäcilia für vierstimmigen Chor und Orgel in E-Dur, op. 32 Nr. 3. Beispiele seiner geistlichen Lieder finden sich im Gotteslob (Gelobt seist du, Herr Jesu Christ, GL 375; Ein Danklied sei dem Herrn, GL 382).
Am 12. Januar 1900 veranstaltete Wöss im Großen Musikvereinssaal ein geistliches Konzert mit Werken von Mathilde Kralik von Meyrswalden, Die Taufe Christi nach einem Gedicht von Papst Leo XIII. für Solo, Chor und Orchester sowie die Weihnachtskantate für vier Solostimmen, Chor und Orchester. Sein Heiliges Lied für Doppelchor, Orch. und Orgel wurde am 7. Juni 1927 anlässlich des Niederrheinisches Musikfestes in Aachen unter Leitung von Peter Raabe aufgeführt.
Außerdem hat er sinfonische Werke, ca. 150 Lieder und drei Opern geschrieben:
- Die Lenzlüge oder Um einen Talisman (Text: Heinrich von Korff und E. Brasso; Elberfeld 1905)
- Flaviennes Abenteuer (Text: Wilhelm Schriefer; Breslau 1910) und
- Camilhan (Text: Ferdinand von Ehrenfels; unaufgeführt).